# جون إم. أولين
جون إم. أولين (بالإنجليزية: John M. Olin)‏ هو مهندس وكيميائي ومخترع وشخصية أعمال أمريكي، ولد في 10 نوفمبر 1892 في ألتون في الولايات المتحدة، وتوفي في 8 سبتمبر 1982 في إيست هامبتون في الولايات المتحدة.

## الحياة المبكرة والتعليم
ولد أولين في ألتون، إلينوي، وتخرج من جامعة كورنيل بدرجة البكالوريوس. حصل على شهادة في الكيمياء وكأخ لأخوة Kappa Sigma وكان عضوًا مؤسسًا لفصل Tau للأخوة Alpha Chi Sigma. مع مساهمات مالية كبيرة في كلية أولين للأعمال ومكتبة أولين في جامعة واشنطن في سانت لويس، تم تسمية كلا المبنيين باسمه.
بالإضافة إلى ذلك، تحمل مكتبة أولين في جامعة كورنيل اسمه، وكذلك مبنى الفصول الدراسية، قاعة أولين، في جامعة جونز هوبكنز،  وقاعة أولين سانغ في جامعة برانديز.

## عمل
بدأ أولين حياته المهنية في عام 1913 كمهندس كيميائي لشركة الخرطوشة الغربية لوالده ، وهو سلف لشركة أولين إندستريز. في عام 1935 ، بعد استحواذ الخرطوشة الغربية على شركة وينشستر للأسلحة المتكررة ، تم تعيينه النائب الأول لرئيس وينشستر الغربية المدمجة ورئيس قسم وينشستر. أصبح رئيسا لشركة أولين للصناعات في عام 1944 وعند اندماج الشركة مع شركة ماثيسون للكيماويات في عام 1954 أصبح رئيسا لمجلس إدارة الشركة الجديدة ، المسماة شركة أولين ماثيسون للكيماويات. في وقت لاحق ، تم اختصار الاسم إلى شركة أولين. تقاعد أولين من منصب رئيس مجلس الإدارة في عام 1957 ليصبح رئيسا للجنة التنفيذية ، وهو المنصب الذي شغله حتى تم انتخابه رئيسا فخريا لمجلس الإدارة في عام 1963.
كان أولين مخترعا أو مخترعا مشاركا لـ 24 براءة اختراع أمريكية في مجال تصنيع الأسلحة والذخيرة وتصميمها وكان مسؤولا عن العديد من التطورات في المقذوفات.
توفي جون ميريل أولين في عام 1982 عن عمر يناهز 89 عاما في منزله في إيست هامبتون ، نيويورك.

## سباق الخيل الأصيل
قام جون وإيفلين أولين بتربية وتسابق عدد من الخيول الأصيلة ، ولا سيما الفوز بسباق 1963 إبسوم أوكس مع المهرة نوبليس ، و 1974 كنتاكي ديربي مع كولت كانوناد.
حفيدته أديل ب. ديلشنايدر هي أيضا مالكة ومربية أصيلة ، تضمنت عضويتها متحف كنتاكي ديربي ، وجمعية أصحاب ومربي الخيول الأصيلة ، ومجلس الخيول الأمريكي ، ونادي الخيول الأصيلة في أمريكا ، والمتحف الوطني للسباقات وقاعة المشاهير.

## ببليوغرافيا
- ميلر ، جون ج. (2005). هدية الحرية: كيف غيرت مؤسسة جون إم أولين أمريكا. نيويورك: لقاء الكتب.